# Muralles de la Selva de Mar
Les restes d'antigues muralles de la Selva de Mar (Alt Empordà) estan localitzades a diversos carrers de l'entramat urbà i inclouen quatre torres de defensa: la del carrer de Baix, la del carrer Estret, la del Camp de l'Obra i la de la plaça de la Constitució.

## Torres

### Torre d'en Vergés
La Torre del carrer Estret o Torre d'en Vergés està situada a pocs metres de l'entrada a la Plaça de la Constitució, a poca distància d'una altra torre, la de la Plaça o d'En Birba. És de planta quadrangular i fou descoberta en restaurar la casa a la qual s'adossa; en quedava dempeus menys de la meitat inferior i fou reconstruïda fins a l'alçada actual, d'uns 13 metres. L'aparell de la part antiga es distingeix clarament, tot i que la reconstrucció ha estat feta imitant-lo: és de rebles de pissarra i argamassa amb cantonades de carreus escairats. La torre resta adossada a les cases veïnes; n'és visible només, enterament, el seu mur septentrional. L'interior de la torre ha estat incorporat i agençat per formar part de l'habitatge actual. Encara que el seu ús original era defensiu, formant part de la muralla, actualment està convertida a habitatge.

### Torre d'en Mullada
La Torre del carrer de Baix, Torre d'en Mullada o Torre d'en Picó està situada a l'extrem de llevant de la població, prop del camí vell que arriba des de la costa, també nomenat carrer Baix. Actualment es troba entre dues cases. És de planta rectangular i no conserva el coronament superior dels murs; ha estat coberta amb una teulada d'un sol vessant de teula, tardanament. La construcció és de rebles de pissarra i morter amb carreus més grans i treballats a les cantonades. A l'extrem superior del mur de migdia hi ha un petit matacà en força bon estat; d'un altre que hi havia al mur nord només en resten les tres carteles de sosteniment; sota mateix, s'hi obre una petita finestra d'arc de mig punt feta amb maons disposats a sardinell. La torre posseeix espitlleres rectangulars, apaïsades. Al mur est, la torre presenta tres finestres d'obertura rectangular. L'interior de la torre hi resta una volta de canó amb les empremtes de l'encanyissat i el forat d'accés al pis més alt. Encara que estava en desús, el 2014 es troba en procés de restauració.

### Torre de Can Vives
La Torre del Camp de l'Obra o Torre de Can Vives està situada al sud-oest de la plaça del Camp de l'Obra i adossada en una cantonada de Can Vives. És una torre de planta cilíndrica amb espitlleres rectangulars d'obertura apaïsada. A ponent, a la part superior, es conserva en bon estat un gran matacà sostingut per quatre carteles, el qual posseeix dues petites espitlleres verticals fetes amb rajols. L'existència del matacà evidencia que a ponent de la torre hi havia l'entrada; actualment en aquest costat s'hi adossa l'edifici de Can Vives, menys antic o almenys molt reformat tardanament. La torre té dos espais coberts amb voltes cupulars, més una altra volta alta que sosté la terrassa superior. Aquesta darrera és l'única que manté l'estructura antiga, de pedres i morter amb els solcs circulars de l'encanyissat i el forat per posar-hi l'escala movible de fusta. Les altres dues cúpules són de maó en pla i es construïren a un nivell quelcom diferent de les primitives. La construcció és de grans rebles de pissarra lligats amb morter. El nom de la plaça del "Camp de l'Obra", deriva, cal suposar, de l'obra de construcció de l'església parroquial de la Selva, vora la qual es troba.

### Torre d'en Birba
La Torre de la Plaça o Torre d'en Birba està situada a la part de migdia de la Plaça de la Constitució. És cilíndrica amb el basament lleugerament atalussat; s'hi conserven algunes sageteres rectangulars, apaïsades, per a arma de foc. A l'interior hi queda una de les voltes. Aquesta torre, fa uns vint anys, es conservava només fins a poc més amunt de la meitat de la seva alçada actual; després d'unes obres de reconstrucció arriba als 13 metres d'alçada, amb el coronament refet. El mur en el sector reconstruït és llis -hi ha només unes obertures estretes- i acaba sense merlets ni matacans. L'aparell a la part original és de rebles de pissarra i argamassa.

## Història
El lloc de la Selva de Mar, com tots els propers al litoral, patí el perill de la pirateria durant molts segles. Ja el 1397 els veïns demanaren a l'abat de Sant Pere de Rodes, senyor del lloc, permís per aixecar la fortalesa que encara es conserva al cim de l'antiga església de Sant Esteve, avui de Sant Sebastià, puix que "en temps passats" feien constar que havien estat "robats, destruïts e malmenats pe sarrains enemichs de la creu ..." (F.Montsalvatje, "Notícias Historicas" vol XI, pàg. 463). A la segona meitat del segle xvi hom feia bastir la torre de la capella de Sant Baldiri de Taballera (actualment del terme del Port de la Selva), segurament coetània de les quatre torres (i rastres d'una altra) que es conserven actualment integrades dins el nucli urbà de la vila de la Selva de Mar.